# Aksakowo (Rajon Neman)
Aksakowo (russisch Аксаково,  deutsch Maßwillen  – früher auch Mosswillen (1777) und Maswillen (1871) –,  litauisch Mažviliai) war ein Ort unweit der Siedlung  Schilino (Schillen, bis 1936 Szillen) im Rajon Neman in der russischen Oblast Kaliningrad.

## Geographische Lage
Aksakowo lag südlich der Memel, etwa 17 Kilometer südwestlich von Neman (Ragnit), und 30 Kilometer nördlich von Tschernjachowsk (Insterburg) am linken Ufer der Tilse, eines Nebenflusses der Memel. Sowetsk (Tilsit) im Nordwesten war etwa 19 Kilometer entfernt.

## Geschichte
Der deutsche Ortsname des kleinen Guts- und Bauerndorfs lautete bis 1871 Maswillen, früher auch Masswillen. Im Jahr 1839 hatte das Dorf 150 Einwohner, die auf 30 Wohngebäude verteilt waren. Im Jahr 1939 hatte die Gemarkung des Dorfs Maßwillen eine Fläche von 287 Hektar. Das Dorf war in das evangelische Kirchspiel Schillen eingepfarrt.
Bis 1922 gehörte Maßwillen zum Kreis Ragnit, danach zum Landkreis Tilsit-Ragnit im Regierungsbezirk Gumbinnen der Provinz Ostpreußen.
Die Region wurde gegen Ende des Zweiten Weltkriegs von der Sowjetarmee besetzt und nach Kriegsende unter sowjetische Verwaltung gestellt. Der Ort wurde nach 1945 kurzzeitig besiedelt, dann jedoch aufgegeben. Reste des alten Dorfes mit seinen verstreut liegenden Höfen sind an der Ortsstelle heute kaum noch erkennbar.

### Entwicklung der Einwohnerzahl
| Jahr | Anzahl |
| ---- | ------ |
| 1839 | 150    |
| 1865 | 164    |
| 1933 | 229    |
| 1939 | 209    |

## Kirche
Die Bevölkerung Maßwillens war fast ausnahmslos evangelischer Konfession und somit in das Kirchspiel der Kirche Szillen (der Ort hieß zwischen 1936 und 1946: Schillen, heute russisch: Schilino) eingepfarrt. Das gehörte zur Diözese Ragnit im Kirchenkreis Tilsit-Ragnit innerhalb der Kirchenprovinz Ostpreußen der Kirche der Altpreußischen Union.